# Solanum trifidum
Solanum trifidum är en potatisväxtart som beskrevs av Donovan Stewart Correll. Solanum trifidum ingår i släktet skattor som ingår i familjen potatisväxter. Inga underarter finns listade i Catalogue of Life.